# Hans Hug (Schultheiss, 1534)
Hans Hug († 24./25. Oktober 1534 in Kriens) war ein Luzerner Schultheiss und Heerführer.

## Leben
Hans Hug war der Sohn des gleichnamigen Kleinrats, der 1505 starb. Er heiratete Anna, die Tochter des Zuger Säckelmeisters Hans Studer. Beider Sohn Hans Hug wurde ebenfalls Schultheiss und Gesandter zur Tagsatzung.
Hug war Metzger und Besitzer eines Hofs in Kriens. Im Jahr 1505 zog er in den Grossen Rat ein und stieg 1509/1514 in den Kleinen Rat auf, dem er bis zu seinem Tod angehörte. In den Jahren 1525, 1527, 1530 und 1532 übte er das Amt des Schultheissen aus. Hug war Inhaber der Landvogteien Weggis (1511–1513), Entlebuch (1517–1519) und Rothenburg (1523–1525). In den Italienischen Kriegen nahm Hug 1522 und 1523 als Hauptmann in französischen Diensten an den Schlachten bei Bicocca und Mailand teil. Von 1529 bis 1531 befehligte er die Luzerner Truppen in den Kappelerkriegen.
Hug bezog verschiedene Pensionen und verbot dem Stadtpfarrer Thomas Murner den Druck polemischer Schriften.